# سفانة (اسم)
سَفَّانَة (بتشديد الفاء) هو اسم علم مؤنث من أصل عربي، والسَّفَّانَةُ ، بالتَّشْديدِ ؛ اللُّؤْلُؤَةُ ، وبه سُمِّيَت بنتُ حاتِمٍ طَيِّىءٍ، وبها كانَ يُكْنَى.

## شخصيات
- سفانة بنت حاتم الطائي

## وصلات خارجية
- موسوعة السلطان قابوس لأسماء العرب نسخة محفوظة 5 أبريل 2019 على موقع واي باك مشين.